# Lycée Freppel
Le lycée Freppel est un établissement d'enseignement secondaire public situé au 25 rue du Général Gouraud à Obernai.

## Historique
Ce n'est qu'au XIXe siècle qu'apparaît un établissement secondaire, et d'abord une simple école latine (préparant aux collèges et aux lycées) fondée vers 1803 par des ecclésiastiques, sous l'égide du comte de Montbrison, châtelain d'Oberkirch et premier recteur de l'Académie de Strasbourg. En 1811 elle est dirigée par l'abbé Dietrich et le curé Maimbourg (recteur de 1811 à 1814). A cette école on enseignait avant tout le latin le français et l'allemand ; on n'y admettait que des élèves préalablement vaccinés. Cette institution dut connaître un rapide essor, puisque dès 1813 elle est élevée au rang d'institution latine, dotée d'un programme plus étendu, analogue à celui des lycées. En 1814, elle est placée sous la direction du curé doyen Oberlé, ancien prédicateur à la cour du roi Maximilien 1er de Bavière, avec le titre de principal en 1819, puis de recteur en 1822 (jusqu'en 1839).
Logée à l'origine dans l'ancien greffe, aujourd'hui Caisse d'Epargne (19, rue Ste Odile), elle est transférée en 1827 dans l'ancien couvent des Capucins et élevée en 1833 au rang de Collège communal, conduisant jusqu'en troisième. En 1829 on comptait deux « régents » ecclésiastiques (en général de jeunes candidats en théologie non encore ordonnés, classes de 3e et 4e) et deux professeurs laïcs (classes de 5e, 6e et 7e).
L'institution qui est pratiquement un Petit Séminaire est louée par l'évêque qui reconnaît que ses meilleurs élèves sont les dignes rivaux du Collège Stanislas de Paris. En effet, le collège connut vite un grand succès, dû à la discipline morale, à la modicité des prix de l'internat ouvert en 1837 pour vingt élèves (la pension atteignait seulement vingt-cinq francs en 1689), à la « beauté de l'emplacement » (sic), à la qualité des régents (professeurs), au nombre de neuf en 1869, dont le principal. L'enseignement était dispensé (études comprises) de 7h à 19h. Les externes rentraient chez eux pour le déjeuner. De vingt élèves en 1827, le chiffre s'éleva à cinquante vers 1830, quatre-vingts en 1833, cent un en 1840, cent quatre vingt trois en 1867 (dont 35 internes).
En 1840, l'abbé Arspach, prêtre d'une grande fermeté morale, dirige le Collège jusqu'en 1851, puis l'abbé Courbot (1851-1855) et enfin l'abbé Weber (1855-1863) et l'abbé Riff (1863-1871), avec le titre de principaux.
Vers 1832 on y annexa une « école préparatoire » (Ecole primaire supérieure, sans latin) accessible aux fils de familles modestes ; elle préparait à l'Ecole Normale d'instituteurs, ainsi qu'à l'Ecole Industrielle de Mulhouse et à l'Ecole des Arts et métiers de Châlons sur Marne.
Après la guerre franco-allemande de 1870-1871, le collège rouvrit en octobre 1871 avec trois classes (et neuf élèves) sous le nom de « Collegium zu Oberehnheim » ; il fut remplacé en 1874 par une « Mittelschule », (EPS), qui ne connut qu'un demi succès, et enfin - après l'échec d'un projet d'établissement complet (Gymnasium ou Realschule) - par un Progymnasium (comprenant des classes de 6e, 5e, 4e et 3e avec 78 élèves au début). Le transfert dans un établissement plus salubre, le château de Gail (acheté par le maire SIEBERT) fut effectué en 1881 et une nouvelle aile (droite vers la rue Gouraud) inaugurée en 1883. Un peu plus tard, en 1897, l'internat occupa l'ancienne cour seigneuriale de Niedermuenster. Malgré l'appoint des internes et malgré la décision (prise en 1885) d'accorder au Progymnasium le droit de décerner le diplôme autorisant à faire le volontariat militaire d'un an (Einjährig Freiwilliger), l'essor fut modeste : 49 élèves en 1886, 104 en 1904, dont 49 internes.
En 1919, le « collège Freppel » prit une nouvelle importance, car il comprit désormais, comme établissement de plein exercice, toutes les classes secondaires, de la sixième jusqu'aux terminales ; il devint également mixte. Les progrès furent importants : en 1933/1934 on comptait 217 élèves (dont 34 filles). Agrandi en 1933, il prit en 1960 le nom de lycée Freppel et on comptait six cents élèves en 1970. En 1970 un C.E.S de six cents élèves fut ouvert. (Revue d'Histoire et d'Anthropologie de Dambach la Ville, Barr, Obernai 1977).
En 1989 le lycée se sépara du collège : en effet un nouveau collège, construit à proximité du lycée accueille désormais les classes du 1er cycle.
En 1992, les travaux de restructuration et de rénovation du lycée ont été entrepris. A la rentrée de Septembre 1993, un bâtiment neuf (bâtiment C) a été ouvert. Il est consacré aux Sciences (Physique-chimie, Sciences de la Vie et de la Terre, Génie mécanique et Génie électrique). Le matériel est récent et particulièrement bien adapté aux besoins des élèves. En septembre 1994, un bâtiment a été rénové et agrandi (bâtiment B). Il comprend, outre des salles de cours, un C.D.I vaste et accueillant dont le fonds bibliographique a fait l'objet d'investissements importants. Un local convivial spécifique, géré par la Maison des lycéens y est également implanté.
A la rentrée 1996, la rénovation s'est terminée avec la mise à disposition du bâtiment le plus ancien (bâtiment A) qui abrite des salles de cours et de réunion ainsi que l'administration du lycée.
L'établissement peut accueillir 600 à 800 élèves.
En 2024, la création d'une section ST2S est annoncée. La première classe ouvrira à la rentrée 2025 .

## L’établissement aujourd’hui
Un des bâtiments du lycée est l’ancien château de Gail. Cette bâtisse fut construite à partir de 1826 et devint un établissement scolaire à partir de 1881.
Le lycée Freppel permet à ses élèves de rencontrer de nombreuses personnalités, comme :
-en mars 2022, et octobre 2022, Ginette Kolinka,.
-en mars 2023, Jean Marie Lehn.
-début 2024, Louise Morel 
-en mai 2024, le Président François Hollande,.
-janvier 2025, Louise Morel 
Les élèves du Lycée Freppel participent à de nombreuses actions, commeJournaliste d'un jour.
Une antenne jeune d'Amnesty international est présente dans le lycée.
Le lycée permet aux élèves de choisir des options (3h par semaine) tels que: l'option théâtre, l'option musique, mathématiques complémentaires, latin...

## Classement du Lycée
En 2022, le Lycée est à la seconde place des lycées d'Alsace, avec un taux de réussite de 100% au bac. Avec un Indice de Postion Sociale de 132, le lycée Freppel est le lycée public ayant les lycéens les plus favorisés d'Alsace,. En 2024, 87 % des 205 candidats au baccalauréat ont obtenu une mention. Selon les caractéristiques des élèves, le taux attendu était de 83 %. Le taux observé dépasse donc le taux attendu de 4 points, soit une valeur ajoutée de +4 pour l’établissement.

## Anciens élèves célèbres
- Jean-Marie Lehn, prix Nobel de chimie 1987.
- Arsène Wenger, entraîneur de football français.